# Прогресс М-18М
Прогресс М-18М — транспортный грузовой космический корабль (ТГК) серии «Прогресс», запущен к Международной космической станции по короткой схеме полёта (6 часов). 50-й российский корабль снабжения МКС. Серийный номер 418.

## Цель полёта
Доставка грузов на ОС МКС.

## Хроника полёта
- 11.02.2013 в 18 часов 41 минуту 46 секунд по московскому времени с космодрома Байконур осуществлён пуск ракеты-носителя «Союз-У» с транспортным грузовым кораблём (ТГК) «Прогресс М-18М»;
- 12.02.2013 в 00 часов 35 минут 21 секунду по московскому времени была осуществлена стыковка «Прогресс М-18М» с Международной космической станцией;
- 26.07.2013 в 00:44 мск «Прогресс М-18М» вошел в плотные слои атмосферы.

## Перечень грузов
Суммарная масса всех доставляемых грузов на МКС: 2638 кг